# Хорешть (Румунія)
Хорешть, Хорешті (рум. Horăști) — село у повіті Горж в Румунії. Адміністративно підпорядковане місту Мотру.
Село розташоване на відстані 247 км на захід від Бухареста, 34 км на південний захід від Тиргу-Жіу, 81 км на північний захід від Крайови.

## Населення
За даними перепису населення 2002 року у селі проживали 536 осіб, усі — румуни. Усі жителі села рідною мовою назвали румунську.